# Боденмайс
Боденмайс (нім. Bodenmais) — громада в Німеччині, розташована в землі Баварія. Підпорядковується адміністративному округу Нижня Баварія. Входить до складу району Реген.
Площа — 45,28 км2. Населення становить 3559 ос. (станом на 31 грудня 2020).